# Fun People
Fun People (en español: Gente divertida) fue una banda argentina de hardcore punk formada en 1989 en la localidad de Campana de la provincia de Buenos Aires. La banda se caracterizó por cantar tanto en español como en inglés (e incluso mezclando ambos idiomas).
Sus recitales, giras y  discos se hicieron sin el apoyo monetario de las grandes discográficas de la industria sino de manera independiente.

## Biografía

### Anesthesia (pre-Fun People)

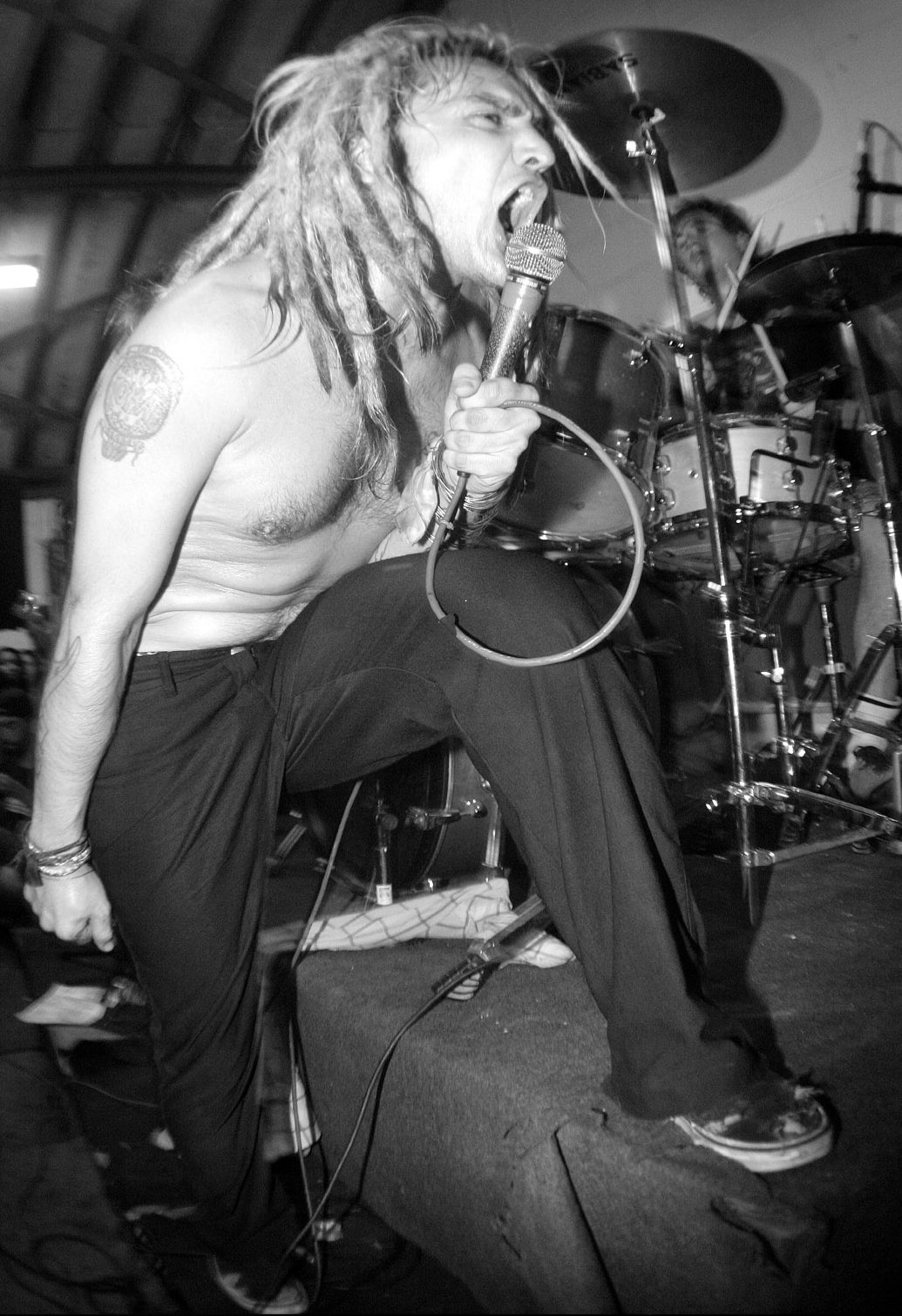
Carlos Rodríguez, alias Nekro; lideró Fun People entre 1989 y 2000.

En julio de 1989, en la ciudad de Campana , en la provincia de Buenos Aires; Gus Pepa (bajo), Cape (guitarra), Blacky (batería) y Nekro (voz), ensayan bajo el nombre de Anesthesia (en homenaje a Cliff Burton, primer bajista de Metallica y a su tema «(Anesthesia) Pulling Teeth»). En un principio, sus letras eran de tinte ecologista (Blacky y Nekro eran activistas de "Green Violence", grupo de acción directa por la Liberación Animal). Debutaron el 6 de abril junto a N.F.I. y Erven Luca, gratis en el Teatro Coliseo de la localidad de Zárate.
Luego de algunos conciertos, Cape se retira de la banda y entra Fabián Vichigoy, que tocó una sola vez en La Plata, en un festival de death metal. A su partida, ingresa Jonathan Scarcha, con quien graban su primer demo (Anesthesia, que figura en el compilado Desarme y Sabores) del cual se distribuyeron cerca de 300 copias. Al cabo de un tiempo, se va Gus Pepa, e ingresa Marcelito "la vieja". Esta formación duró un año. Blacky se muda a Santa Fe, dejando la banda y reemplazado por su hermano Tavo.
Después de algunos recitales en capital, Chuli reemplaza a Gus Pepa en el bajo, así como también sale Tavo y entra Marianito (Baterista de Visión Crítica). Con dos integrantes viviendo en Capital Federal, la banda muda su centro de operaciones a Palermo. Esta nueva formación fue convocada por Luis Gonzalez, conductor del conocido programa de radio underground «Renegado» para su compilado, de nombre homónimo. Es asi que en 1993 la banda graba por primera vez en un estudio profesional, La Escuelita, de 24 canales, siendo el tema elegido por ellos, el luego muy conocido, «Anabelle». El compilado nunca se publicó, debido a problemas económicos de la producción del programa de radio, a pesar de que  habían grabado sus temas otras 21 bandas, como Loquero, Katarro Vandaliko (Tandil), Argentina HC, Los Subversivos, La Gran Estafa, Mighetto, Reos del Duende, La Última Cruzada (Córdoba), Cynthoma Repulsivo, La Nueva Ley, entre otras.
Anesthesia (tal el nombre de la banda todavía) se sintió entonces en libertad de editar por su cuenta un demo con el tema del compilado, «Anabelle», y otros 4 temas grabados en vivo en un recital realizado en Morón. Al poco tiempo, Jonathan deja la banda, junto con Blacky (quién había regresado momentáneamente de Santa Fe). Chuli y Nekro quedan solos, y son convocados para participar en otro compliado, editado por el sello Frost Bite.
Sin baterista y guitarrista, Chuli convoca a su amigo, el "Gato", para tocar la batería en los ensayos de la futura grabación. Asimismo, aparece el guitarrista y cantante de la banda H.I.V. (de la zona de Ituzaingó, oeste del Gran Buenos Aires) Lucas Sequeira, a quien Nekro conoció durante sus viajes en los trenes de la línea Sarmiento, hacia y desde la zona oeste. Queda así conformado el pilar de los cuatro músicos más conocidos de Anesthesia/Fun People, Nekro en voz, Chuli en bajo, Gato en batería y Lucas en guitarra. Esta formación graba en los estudios TECSON los temas «Cuando cae el sol», «Valor interior» (los temas incluidos en el sampler de Frost Bite) y «Under My Thumb» (cover de The Rolling Stones). La formación debuta en San Telmo, Capital Federal, ya con el nombre de Fun People. El anterior nombre, Anesthesia, ya había sido utilizado por otro grupo y se vieron obligados a cambiarlo para poder registrar sus temas de forma oficial.

### Últimos años y separación
En su repertorio incorporaron otros ritmos como de pop, indie rock, ska, reggae, folk, balada, tango, grindcore y thrash metal. Llegado el éxito de la banda, comenzaron a aparecer boneheads, en sus recitales que disfrutaban de la música de una forma violenta y agresiva. En respuesta a esto, los integrantes del grupo, quienes predican el pacifismo y el amor, se autodenominaron como una banda "hardcore gay antifascista", para apartar a estos sujetos violentos, creando controversia y siendo clasificados como una banda queercore.
Luego de la edición de su último disco de estudio, titulado Angustia no, no, la banda se disolvería al poco tiempo, casi no llegando a presentar en vivo el último disco, ya que su cantante estaba dando sus primeros pasos con su proyecto solista, cambiando su nombre artístico al de Boom Boom Kid.

### Reuniones esporádicas
El primer show luego de la disolución de la banda se realizó luego de dos años de inactividad, participando en un festival en pos del rechazo al desalojo del circo Trivenchi. Fun People nunca fue anunciado como participante del festival, presentándose en forma secreta con convocatoria "de boca a boca". Asimismo, se presentaron de sorpresa el 25 de diciembre de 2005 en el teatro de Flores, en reemplazo de Boom Boom Kid, y giraron por la costa atlántica durante el verano de 2010. 
El 13 de enero del 2013, cumpleaños de Nekro, se presentaron como sorpresa en Niceto Club, Buenos Aires. En años posteriores, Boom Boom Kid ha realizado recitales de set completos de Fun People como en 2017 en Palermo

## Miembros

### Miembros estables

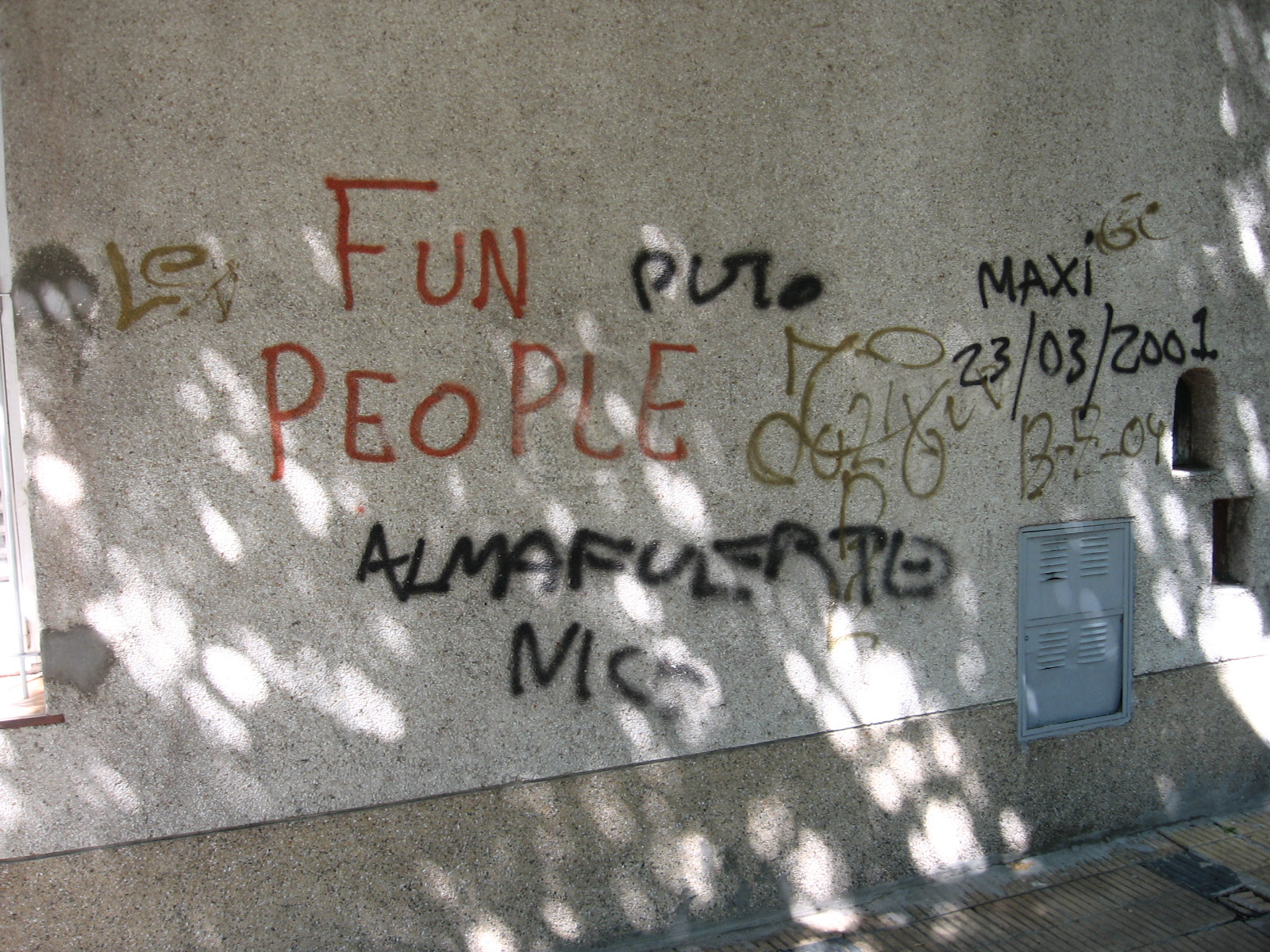
Un grafiti de Fun People.

- Carlos "Nekro" Rodríguez — voces (1989-2013)
- Javier Marta  — guitarra (1998-2013)
- Darío "Pelado" López — bajo (1999-2013)
- Marcelo "Chelo" Vidal — batería (1999-2013)

### Miembros pasados
- Marcelo Cape Capettini — guitarra (1989–1991, Anesthesia)
- Jhonathan Scarcha — guitarra (1991–1995, 2001, 2003)
- Lucas Sequeira — guitarra (1995–1998)
- Buco Lash — guitarra (2000)
- Gus Pepa — bajo (1989–1993)
- Julián "Chuli" Poggiese — bajo (1993–1999)
- Blacky — batería (1989–1995)
- Sebastián "Gato" Garay — batería (1995–1999)
- Marcelito "la vieja" — bajo (1993)
- Carlos "Gori" Loncharich: Guitarra y coros (1998 - 2000)

## Discografía

### Álbumes de estudio
- Anesthesia (1995)
- Kum Kum (1996)
- Toda niño sensible sabrá de qué estamos hablando (1997)
- The Art(e) of Romance (1999)
- Angustia no, no (2000)

### EP y Simples
- Desarme (7") (1998)
- El aborto ilegal asesina mi libertad (7") (Con She-Devils) (1997)
- The Fun People Experience (1998)
- Leave me alone (1999)
- Middle of the rounds (1999)
- Gori & Nekro - Golden hits (Acústico) (1999)

### Compilados
- Desarme y sabores (1998)
- Adiós, Adiós, Dust Bunnies (Sólo para Chile) (1998)
- The Portrait Of Sudamericans Sun Rockers (Edición limitada en Austria y Europa) (2000)
- Grandes Sonrisas 95/98 (Sólo para Perú) (1999)
- Otros callan (Sólo para España) (2003)

## Videografía
Videos musicales
- Bad influence (1995)
- Runaway (1995)
- Point of lovely sun (1997)
- Ride on (1998)
- Masticar (1998)
- Vientos (1999)
- Leave me alone (1999)

VHS
- Cuando cae el sol (Videohome) (1995)

## Libros
Alfaro, Norberto. "La mayor protesta es el amor. Diálogos sobre Fun People y el jarcor punk", 2022. ISBN: 978-987-88-3385-9 